# باقرية (درونة)
باقریة (بالفارسية: باقریه) هي قرية تقع في إيران في قسم درونة الريفي. يقدر عدد سكانها بـ 226 نسمة .